# Hans Kock

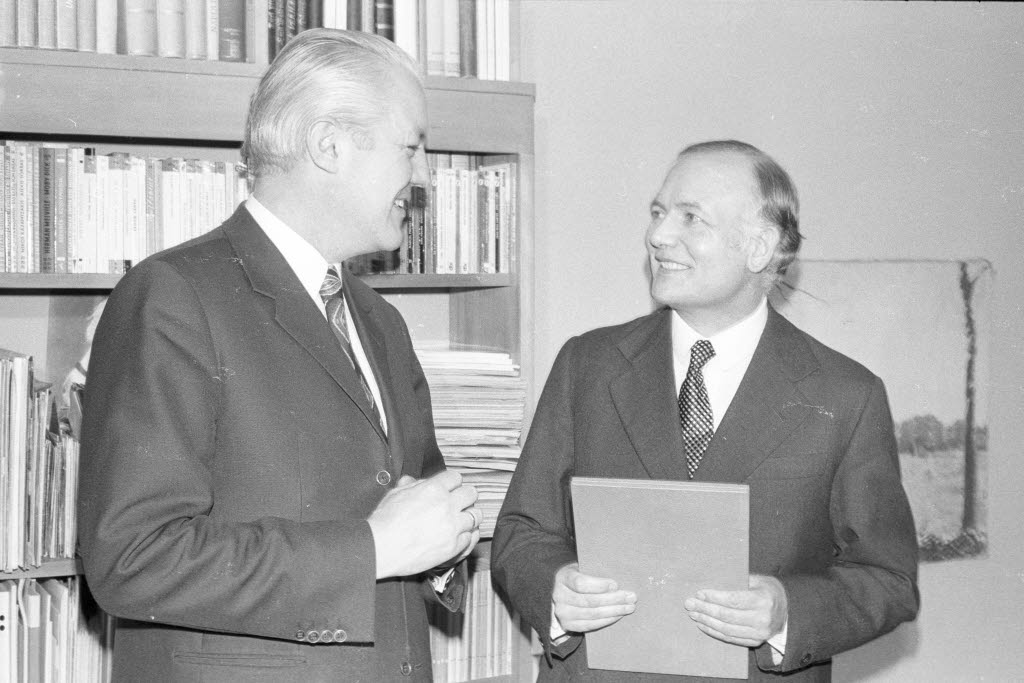
Hans Kock bei der Übergabe des Kunstpreises durch Ministerpräsident Gerhard Stoltenberg (links), 1972

Hans Kock (* 27. Dezember 1920 in Kiel; † 10. September 2007 in Kiel-Schilksee) war ein deutscher Bildhauer.

## Biografie
Hans Kock kam 1930 mit der Familie nach Hamburg, besuchte die Albrecht-Thaer-Oberrealschule und studierte nach Ende des Zweiten Weltkrieges an der Technischen Hochschule Braunschweig Architektur, wechselte aber 1948 von der Architektur zur Bildhauerei. An der Hamburger Landeskunstschule wurde er Meisterschüler und später Mitarbeiter des Bildhauers und Graphikers Gerhard Marcks, der nach dem Ersten Weltkrieg u. a. am Bauhaus gelehrt hatte, unter den Nazis verfemt war und seit 1946 als Professor in Hamburg wirkte.
Seit 1953 war Hans Kock freischaffender Bildhauer in Kiel und Hamburg. Er war mit Anna Olde, der Enkelin von Hans Olde, verheiratet. Ihr Sohn Moritz Kock – er war Architekt – starb 2009 beim Absturz von Air-France-Flug 447 im Atlantik.

## Werke

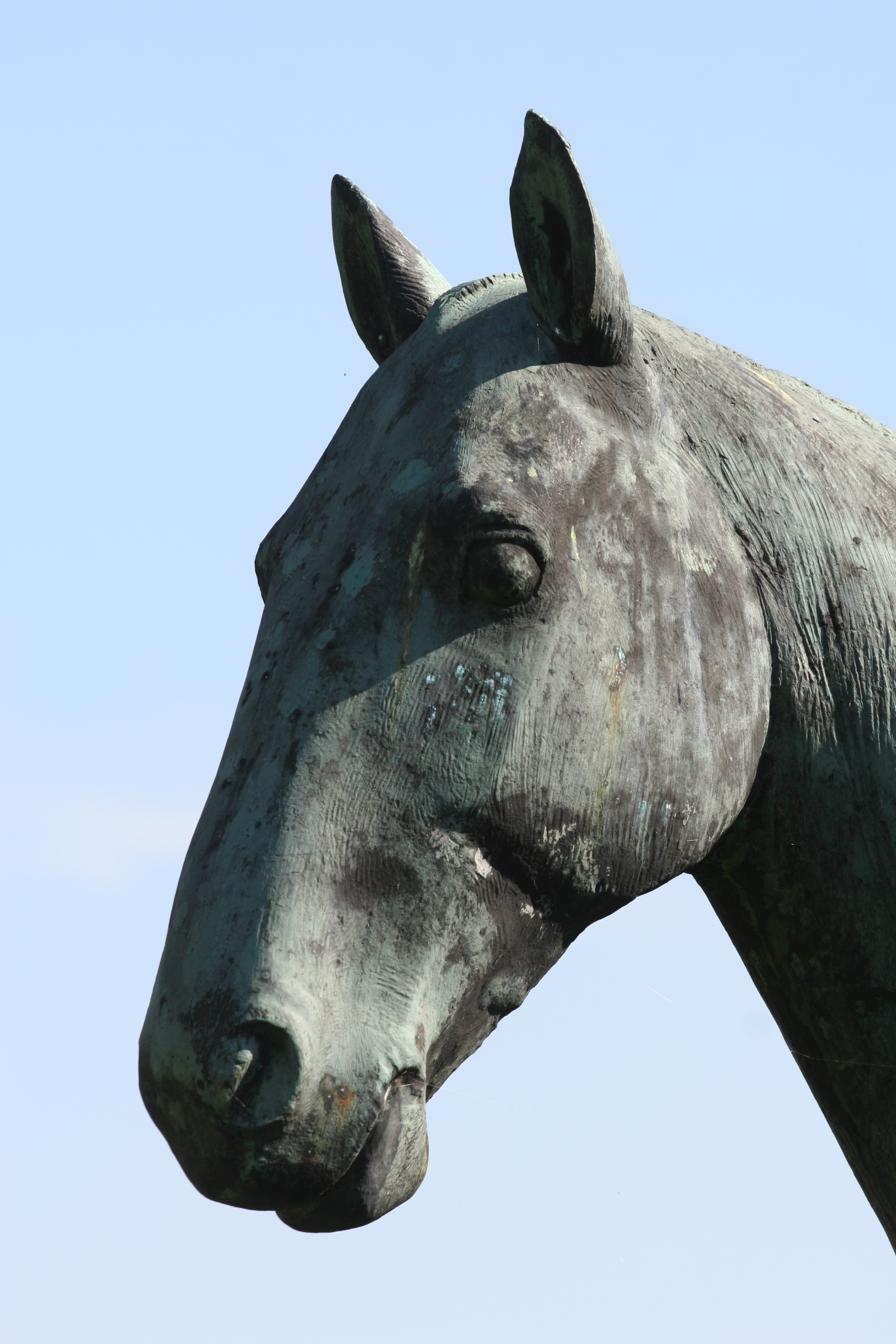
Kopf der Statue von Meteor von Hans Kock vor dem Landwirtschaftsministerium in Kiel (1957)

Kocks Werk umfasst Plastiken in Stein und Metall sowie Zeichnungen.

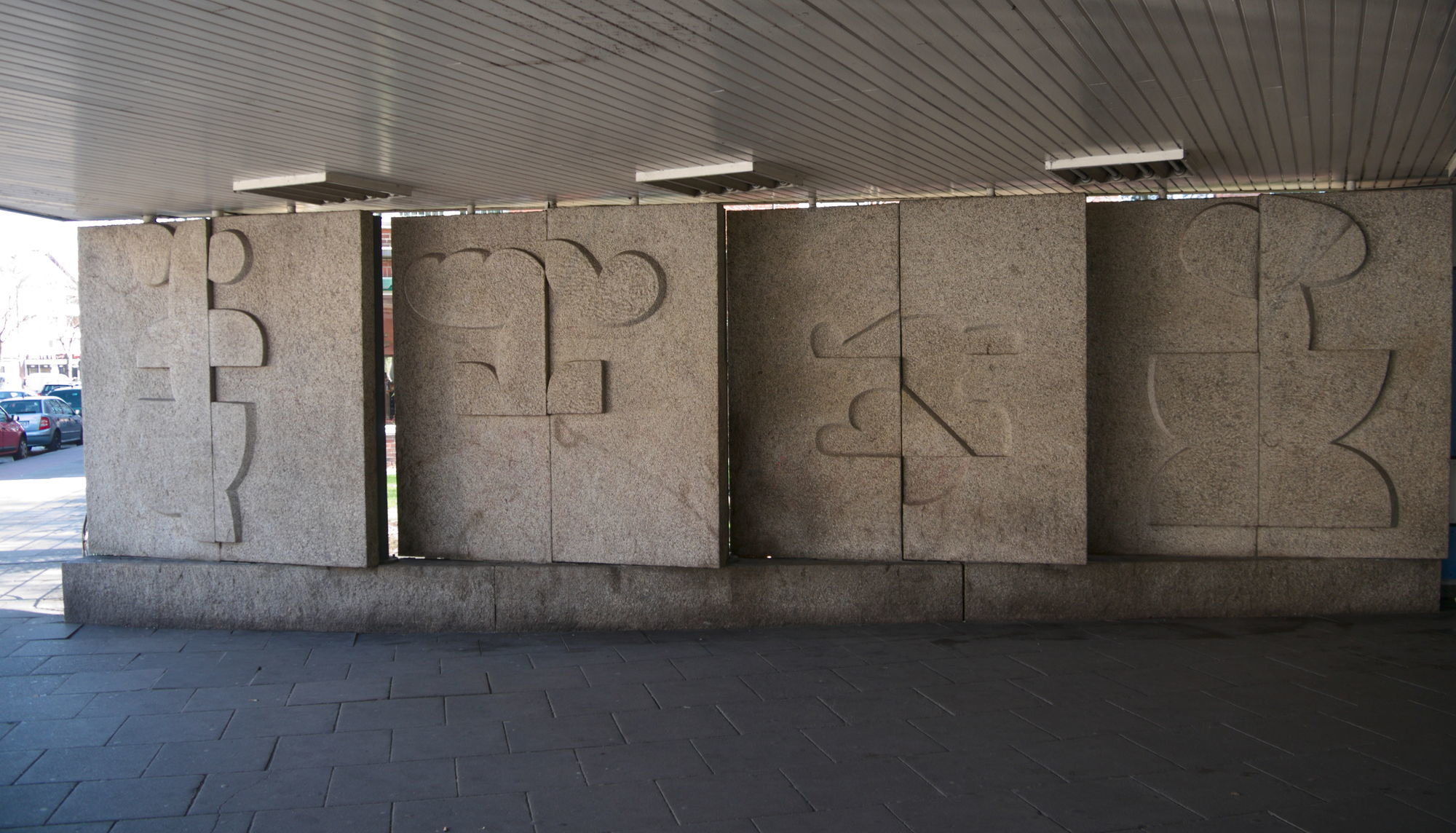
Vier Plastiken im U-Bahnhof Lübecker Straße, Hamburg (1962)

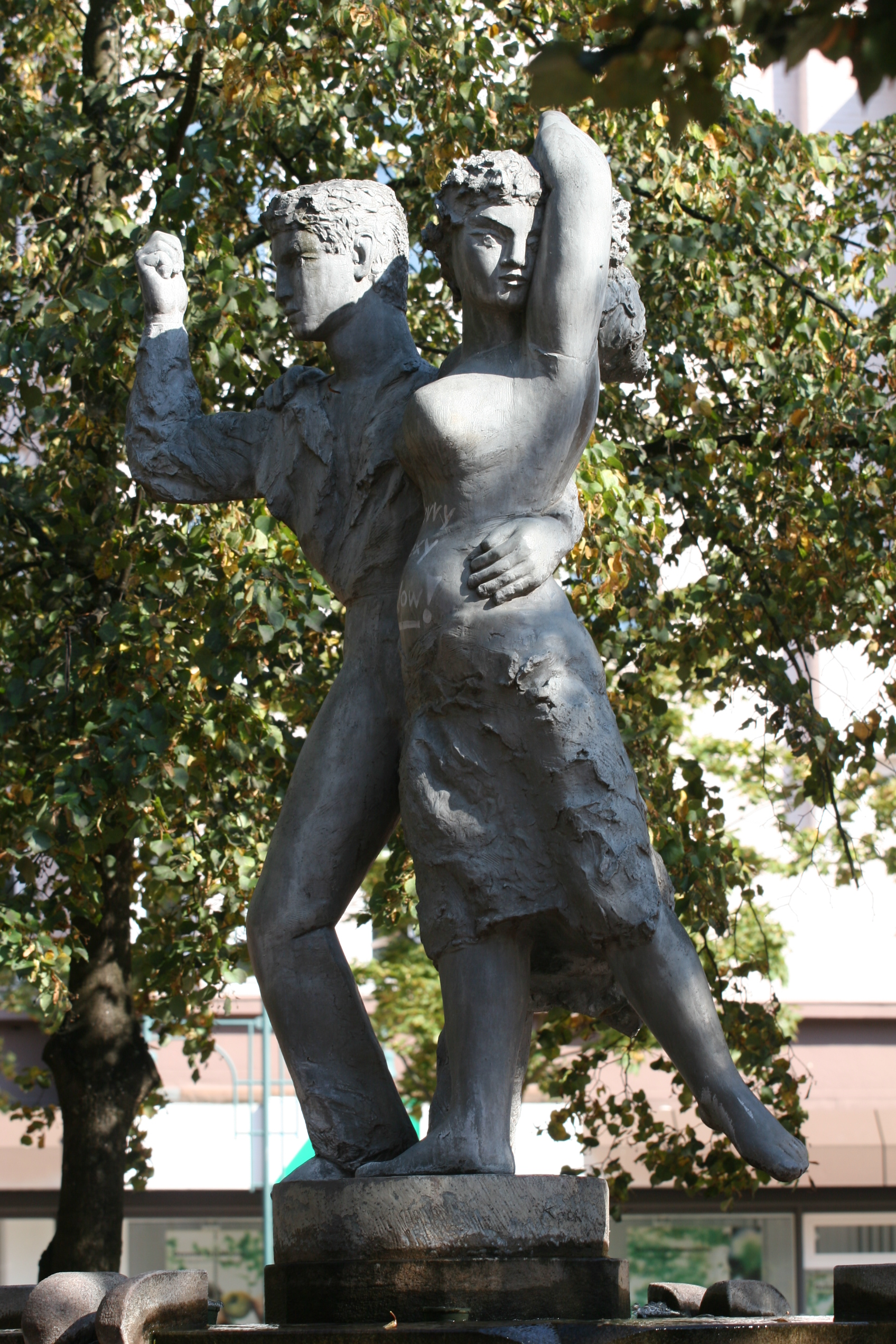
Tanzpaar auf dem Vinetaplatz in Kiel (1987)

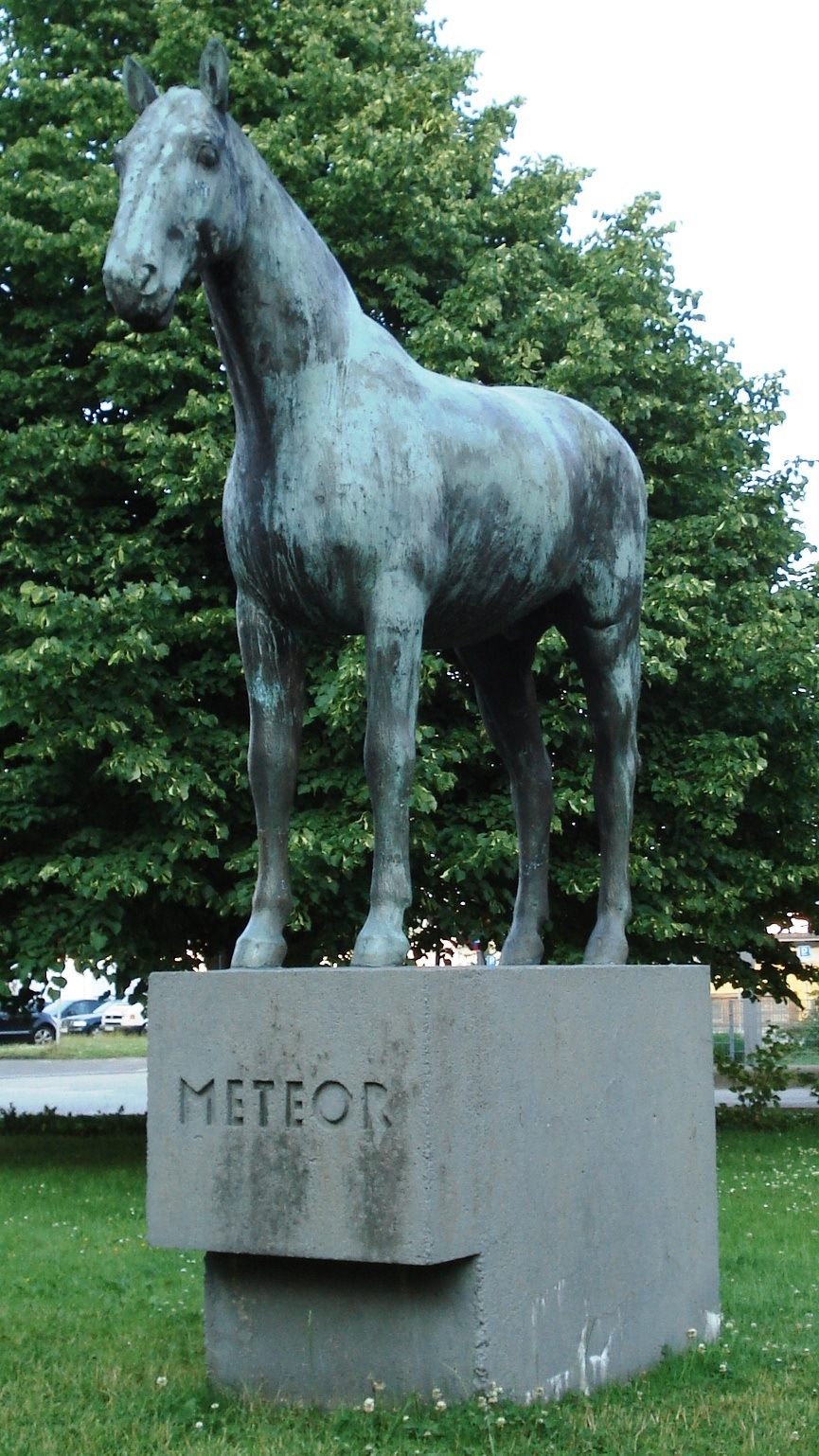
Skulptur Meteor in Kiel

### Porträtbüsten
Hans Kock schuf Porträtbüsten des früheren Bundespräsidenten Theodor Heuss, des Philosophen Martin Heidegger und des früheren Hamburger Bürgermeisters und Bürgerschaftspräsidenten Peter Schulz.

### Kunst am Bau
Hamburg
Den 1962 umgebauten Hamburger U-Bahnhof Lübecker Straße schmücken vier Granit-Plastiken mit pflanzlichen Motiven, die auf die Walddörferbahn hinweisen. 1965 wurde im Foyer des Kulturzentrums “Hamburg-Haus Eimsbüttel” im Hamburger Stadtteil Hamburg-Eimsbüttel die Steinplastik „Begegnung“ aufgestellt. Im Alsterfleet an der Hamburger Adolphsbrücke (Jungfernstieg) steht auf einer Stahlstele die Steinfigur Schöne Hamburgerin von 1984. Die Minerva-Statue aus Bronze auf dem Minervabrunnen auf dem Altonaer Fischmarkt ist ein Werk von ihm aus dem Jahr 1989. 1999 wurde auf dem Ostgiebel der Hamburger Hauptkirche Sankt Katharinen (Hamburg) eine von Kock geschaffene Statue der Heiligen Katharina von Alexandrien aufgestellt.
Kiel
In Kiel-Gaarden am Vineta-Platz findet sich Kocks Tanzpaar (1987). Am Landwirtschaftsministerium in Kiel steht Kocks Porträt des Olympia-Springpferdes Meteor (1957). Vor dem Audimax der Universität in Kiel-Ravensberg stand früher und befindet sich seit 2010 wieder Kocks Kieler Strandfigur. Im Innenhof des Provinzial-Gebäudes am Sophienblatt in Kiel steht Kocks Weibliche Figur mit Tuch (1981).

### Kirchenausstattungen
Kocks Werke, von Einzelstücken bis hin zu kompletten Ausstattungen, finden sich in 30 Kirchen in Schleswig-Holstein und Hamburg sowie in Greifswald.
1973 gestaltete er den Innenraum von St. Cyriacus (Kellinghusen). Zwischen 1973 und 1978 arbeitete Hans Kock an der Neugestaltung des Innenraums der Ansgarkirche in Kiel-Blücherplatz.
Kock schuf das Mahnmal für die Toten der Weltkriege an der Erlöserkirche in Hamburg-Borgfelde. Den Altar, das monumentale Standkruzifix (4,60 m Höhe) und einige Leuchter im Greifswalder Dom St. Nikolai gestaltete Kock ebenfalls.
Mitte der 1970er Jahre entwarf Hans Kock zusammen mit dem Architekten Friedhelm Grundmann das Evangelisch-Lutherische Gemeindezentrum in Hamburg-Mümmelmannsberg. Es wurde 1976 fertiggestellt und im Jahr 2007 in die Liste der zu schützenden Kulturdenkmäler in Hamburg aufgenommen.
Nachdem schon 1970 beschlossen worden war, Hans Kock und den Architekten Friedhelm Grundmann mit der Planung und Gestaltung der neu zu erbauenden Zachäus-Kirche zu beauftragen, fand am 8. April 1973 die Grundsteinlegung und am 11. November 1973 die Einweihung der Zachäus-Kirche in Hamburg-Langenhorn, Käkenflur 22a, statt. Für diese Kirche entwarf Hans Kock den Glockenturm und im Innern des Kirchraumes das große Ostfenster. Gestalterisch und farblich aufeinander abgestimmt schuf Hans Kock für die neue Zachäus-Kirche auch den Altar, das Kreuz, eine Kanzel und ein Taufbecken.
1983 entwarf Kock das plastische Turmkreuz aus Aluminium für die Kreuzkirche in Lübeck-St. Jürgen.

## Ausstellungen

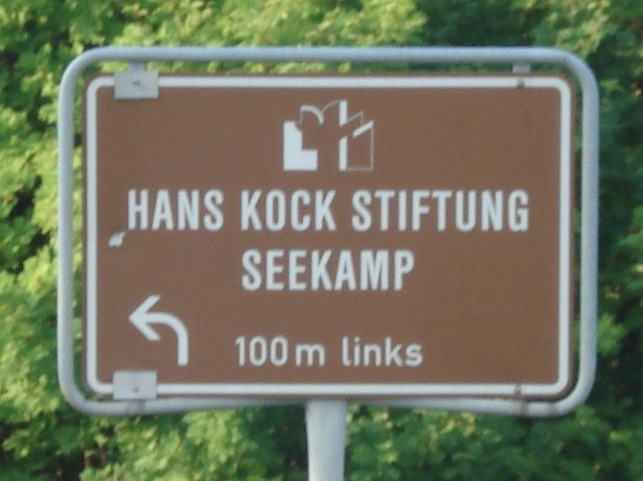
Hinweisschild zur Hans Kock Stiftung

Neben vielen Ausstellungen in Deutschland und in benachbarten Ländern war er auch an den Weltausstellungen in Montreal und Osaka und auf der documenta III 1964 in Kassel vertreten.
Mit der Hans-Kock-Stiftung und dem Skulpturenpark auf Gut Seekamp wechselte er nach Kiel an den Geburtsort seiner Ehefrau Anna.
An den vielfältigen Veranstaltungen auf Gut Seekamp war Hans Kock mit folgenden Ausstellungen beteiligt:
- 1996: Hans Kock – Skulptur und Zeichnung
- 1997: Hans Kock und Heidegger
- 2000: Anna Kock (gest. 1999) und Seekamp
- 2001: Hans Kock – Skulpturen und Zeichnungen[7]
- 2004: Internationaler Museumstag 16. Mai: Kunstbegegnungen aus der Arbeitswelt des Bildhauers Hans Kock

## Würdigung
- 1956: ars viva[8]
- 1962: Villa-Romana-Preis
- 1969: Edwin-Scharff-Preis
- 1985: Plakette der Freien Akademie der Künste Hamburg
- 1986: Biermann-Ratjen-Medaille Hamburg
- 1987: Ehrenprofessur des Landes Schleswig-Holstein
- 1999: Andreas-Gayk-Medaille der Stadt Kiel
- 2004: Kulturpreis der Stadt Kiel für das Lebenswerk